# 석조저택 살인사건
《석조저택 살인사건》은 2017년 5월 9일에 개봉한 대한민국의 영화이다.

## 줄거리
1940년대 후반, 해방 직후 서울의 한 석조 저택에서 살인 사건이 발생한다. 사건의 발단은 뛰어난 마술 실력으로 전국적인 명성을 얻은 마술사 이석진이 정하연이라는 여인을 만나 사랑에 빠지면서 시작된다. 이들은 결혼하고 하연은 임신하지만, 어느 날 석진은 하연이 수상한 구리판을 숨기고 있다는 것을 알게 된다. 하연은 일제강점기 시절 구리 세공업자인 삼촌이 일본인 오카모토에게 거액을 받고 구리판을 만들었으며, 그 일로 살해당했다는 사실을 밝힌다. 하연 역시 오카모토에게 쫓기던 중이었다. 석진은 하연을 지키기 위해 오카모토와 접촉하려 하지만, 하연은 누군가에게 살해당한다.
사랑하는 아내와 뱃속의 아이를 잃은 석진은 복수를 결심한다. 그는 하연의 삼촌 살해 사건을 담당했던 일본 경찰을 찾아가 오카모토에 대한 정보를 얻고, 신분을 숨긴 채 '최승만'이라는 이름으로 살아간다. 가짜 돈을 찾아내는 독특한 방법을 사용하며 택시 운전사로 일하던 그는 우연히 오카모토를 발견하고 그의 운전기사가 되어 그의 곁을 맴돈다. 오카모토의 본명은 남도진이었고, 석진은 남도진의 석조 저택에서 그의 일거수일투족을 감시하며 복수의 기회를 노린다. 
남도진은 가짜 돈 제조와 관련된 또 다른 살인을 저지르고, 석진은 그 사실을 알게 된 후, 계획을 실행한다. 그는 남도진을 궁지로 몰기 위해 일부러 남도진과 싸움을 벌여 손가락을 절단하고, 남도진이 자신을 살해한 것처럼 위장한다. 이후 경찰에 살인 사건을 신고하고, 자신은 죽은 척하며 재판에 나타나 남도진을 범인으로 몰아간다. 남도진은 억울함을 호소하지만, 결국 살인죄로 종신형을 선고받는다. 
복수에 성공한 석진은 다시 마술사로 돌아가지만, 하연을 향한 깊은 사랑을 간직한 채 살아간다. 재판 과정에서 하연에 대한 진실을 알게 해주는 편지를 받았지만, 읽지 않고 태워버리며 하연에 대한 자신의 사랑을 지켜나간다.

## 캐스팅
- 고수[1] : 이석진 / 최승만 역
- 김주혁 : 남도진 역
- 문성근 : 윤영환 역
- 박성웅 : 송태석 역
- 임화영 : 정하연 역
- 박지아 : 성 마담 역
- 박채익 : 인쇄업자 역
- 김태훈 : 구광서 형사 역
- 김우진 : 아베 마사요시 역
- 나기수 : 판사 역
- 김찬호 : 세화회 경호원 역
- 정헌 : 이진우 형사 역
- 여민주 : 가정부 오순이 역
- 한지은 : 천희 홍세희 역
- 유병훈 : 택시기사 역
- 서동갑 : 부산호텔 취객 역
- 김우석 : 부산호텔 로비직원 역
- 김봉조 : 택시회사 조장 / 의사 (목소리) 역
- 이태형 : 유흥가 택시손님 역
- 고우림 : 서커스단 소년 역
- 정우식 : 이태호 조사관 역
- 최원석 : 마 형사 역
- 정종우 : 부산호텔 커플남 / 법정 방청객 역
- 오보혜 : 부산호텔 커플녀 역
- 이신성 : 천희 삐끼 역
- 이자은 : 부산클럽 직원 역
- 강지원 : 천희 미희 역
- 홍성춘 : 부산호텔 형사 역
- 남연우 : 부산호텔 형사 역
- 백종성 : 구직 노숙자 역
- 이동철 : 마르트니끄 남자관객 역
- 김호연 : 정하연 삼촌 역
- 전다솔 : 유흥가 택시손님 파트너 역
- 정한빈 : 포스터남 역
- 이순경 : 주택가 택시손님 역
- 손흥민 : 술집주인 역
- 김광태 : 마르트니끄 극장직원 역
- 백승창 : 마르트니끄 극장직원 역
- 한광휘 : 마르트니끄 극장직원 / 인쇄소직원 3 역
- 박대규 : 인쇄소직원 1 / 경찰 (목소리) 역
- 임재민 : 인쇄소직원 2 역
- 양보승 : 인쇄소직원 4 역
- 조청호 : 법원복도 기자 역
- 강지훈 : 법원복도 기자 역
- 김동찬 : 법원복도 기자 역
- 조기석 : 법원복도 기자 역
- 조정환 : 일반클럽 삐끼 역
- 이용규 : 일반클럽 삐끼 / 천희 웨이터 / 찻집 코트남 역
- 이승후 : 요정 삐끼 / 천희 웨이터 역
- 김다니엘 : 찻집 우산남 / 군인 역
- 이주현 : 전차 카드남 역
- 신영진 : 세화회 직원 / 군인 역
- 홍도성 : 세화회 직원 역
- 정현우 : 세화회 직원 역
- 김진일 : 세화회 직원 역
- 조엘 로버츠 : 골목길 미군 역
- 개빈 머피 : 골목길 미군 역
- 김진아 : 술집여자 역
- 박수민 : 고구마녀 / 찻집앞무리 역
- 이유진 : 나무녀 / 천희 무희 역
- 김성준 : 고구마파는 남자 역
- 진소영 : 공순이 / 찻집앞무리 역
- 김나현 : 공순이 역
- 김기령 : 공순이 / 찻집앞무리 역
- 이주연 : 공순이 / 찻집앞무리 역
- 김수연 : 공순이 / 찻집앞무리 역
- 선하윤 : 공순이 / 찻집앞무리 역
- 윤다람 : 공순이 역
- 송현진 : 공순이 / 찻집앞무리 역
- 김광현 : 찻집앞무리 / 법정 방청객 역
- 김성준 : 찻집앞무리 역
- 마정석 : 찻집앞무리 역
- 주승우 : 찻집앞무리 역
- 왕유진 : 찻집앞무리 / 법정 방청객 역
- 유성주 : 법정 검사보조 역
- 황재욱 : 법정 변호사보조 / 법정 방청객 역
- 천용철 : 법정 서기 / 법정 방청객 역
- 이광식 : 법정 판사 / 법정 방청객 역
- 이광훈 : 법정 판사 / 법정 방청객 역
- 염승철 : 법정 경찰 / 법정 방청객 역
- 이정섭 : 법정 경찰 / 법정 방청객 역
- 김경윤 : 법정 방청객 역
- 김남훈 : 법정 방청객 역
- 김상휘 : 법정 방청객 역
- 김성택 : 법정 방청객 역
- 김정원 : 법정 방청객 역
- 김진구 : 법정 방청객 역
- 신명기 : 법정 방청객 역
- 박상민 : 법정 방청객 역
- 김성진 : 법정 방청객 역
- 전아희 : 법정 방청객 역
- 하대용 : 법정 방청객 역
- 한상민 : 법정 방청객 역
- 이훈민 : 법정 방청객 역
- 임용수 : 법정 방청객 역
- 최자영 : 법정 방청객 역
- 권오철 : 법정 방청객 역
- 김지원 : 법정 방청객 역
- 문승호 : 법정 방청객 역
- 류소울 : 법정 방청객 역
- 유성주 : 법정 방청객 역
- 정주현 : 법정 방청객 역
- 조태일 : 법정 방청객 역
- 최인순 : 법정 방청객 역
- 강성필 : 법정 방청객 역
- 한규원 : 법정 방청객 역
- 황인아 : 법정 방청객 역
- 안정우 : 법정 방청객 역
- 지동현 : 법정 방청객 역
- 김윤수 : 법정 방청객 역
- 김준희 : 법정 방청객 역
- 염청우 : 법정 방청객 역
- 박응원 : 법정 방청객 역
- 김형훈 : 법정 방청객 역
- 권세봉 : 법정 방청객 역
- 김진혁 : 법정 방청객 역
- 민휘규 : 법정 방청객 역
- 최민재 : 법정 방청객 역
- 윤석원 : 법정 방청객 역
- 손현지 : 법정 방청객 역
- 김태현 : 법정 방청객 역
- 장기주 : 법정 방청객 역
- 고민우 : 법정 방청객 역
- 곽현실 : 법정 방청객 역
- 권영현 : 법정 방청객 역
- 김시우 : 법정 방청객 역
- 박영기 : 법정 방청객 역
- 박찬서 : 법정 방청객 역
- 박홍진 : 법정 방청객 역
- 배유리 : 법정 방청객 역
- 백단비 : 법정 방청객 역
- 서웅 : 법정 방청객 역
- 서진주 : 법정 방청객 역
- 손수민 : 법정 방청객 역
- 이신호 : 법정 방청객 역
- 임다은 : 법정 방청객 역
- 임유진 : 법정 방청객 역
- 정태동 : 법정 방청객 역
- 정현구 : 법정 방청객 역
- 조정은 : 법정 방청객 역
- 주경환 : 법정 방청객 역
- 주재형 : 법정 방청객 역
- 김진아 : 법정 방청객 역
- 허민영 : 법정 방청객 역
- 김종신 : 법정 방청객 역
- 고소현 : 마르트니끄 댄서 역
- 조한별 : 마르트니끄 댄서 역
- 이현지 : 마르트니끄 댄서 역
- 고주연 : 천희 무희 역
- 고준 : 천희 무희 역
- 김소현 : 천희 무희 역
- 김유림 : 천희 무희 역
- 김지연 : 천희 무희 역
- 박해진 : 천희 무희 역
- 이미선 : 천희 무희 역
- 정민희 : 천희 무희 역
- 정유빈 : 천희 무희 역
- 정지민 : 천희 무희 역
- 최소미 : 천희 무희 역
- 함하현 : 천희 무희 역
- 서정대 : 천희 빅밴드 역
- 원종현 : 천희 빅밴드 역
- 전민 : 천희 빅밴드 역
- 최성진 : 천희 빅밴드 역
- 김현준 : 천희 빅밴드 역
- 오현 : 천희 빅밴드 역
- 이선재 : 천희 빅밴드 역
- 조원진 : 천희 빅밴드 역
- 조유찬 : 천희 빅밴드 역
- 최유호 : 천희 빅밴드 역
- 유민우 : 천희 빅밴드 역
- 이규일 : 천희 빅밴드 역
- 정범석 : 천희 빅밴드 역
- 정수빈 : 천희 빅밴드 역
- 윤석원 : 남도진 대역
- 이대영 : 정하연 피아노 대역
- 이규일 : 남도진 피아노 대역
- 조명행 : 클럽사장 (목소리) 역
- 송용호 : 술집주인 (목소리) 역
- 김문학 : 법정경위 (목소리) 역
- 임호 : 서커스단원 (목소리) 역
- 김정일 : 왈라 역
- 윤택승 : 왈라 역
- 김정희 : 왈라 역
- 송태완 : 왈라 역
- 이효빈 : 왈라 역
- 박상현 : 왈라 역
- 백정우 : 왈라 역
- 박소은 : 왈라 역
- 도혜진 : 왈라 역
- 윤용석 : 왈라 역
- 조주환 : 왈라 역
- 여현철 : 왈라 역
- 김유정 : 왈라 역
- 성다혜 : 왈라 역
- 김태우 : 장지호 박사 역 (우정출연)
- 오광록 : 극장주인 역 (특별출연)